# Desmoscolex balticus
Desmoscolex balticus är en rundmaskart som beskrevs av Lorenzen 1971. Desmoscolex balticus ingår i släktet Desmoscolex och familjen Desmoscolecidae. Arten är reproducerande i Sverige. Inga underarter finns listade i Catalogue of Life.